# Ścibor – Stibor de minori Stiboric
Ścibor z Małego Ściborza (Stibor de minori Stiboric) herbu Ostoja (zm. przed 1434) - biskup Egeru, dziedzic Małego Ściborza, właściciel Wielkiego Chocenia i Ząbina, syn Andrzeja z Małego Ściborza, podczaszego gniewkowskiego, wiceżupana i kasztelana trenczyńskiego (brata Ścibora ze Ściborzyc). Prowadził politykę rodzinną Ściborów na Węgrzech przyłączając się do grona baronów węgierskich.
Ścibor miał brata Mościca, ale linia Andrzeja Podczaszego wymarła.